# Những điều bí ẩn của Lost
Phim truyền hình Lost xuyên suốt bao gồm nhiều yếu tố về khoa học viễn tưởng và hiện tượng siêu nhiên, thường liên quan đến trùng hợp ngẫu nhiên, đồng bộ, déjà vu, bất thường thời gian và không gian, nghịch lý và các hiện tượng khó hiểu khác. Những người sáng tạo của bộ phim đề cập đến những điều này như một phần của bí ẩn của toàn bộ series.

## Hòn đảo
Mang vai trò chính trong toàn series, hòn đảo ẩn chứa rất nhiều điều bí ẩn. Vị trí của nó có thể thay đổi theo thời gian và người ta không thể tiếp cận nó bằng cách thức bình thường. Hòn đảo được bao quanh bởi một loại rào cản vô hình nào đó gây nên tình trạng gián đoạn trong dòng chảy thời gian cho những ai đi qua nó. Hiện tượng từ trường khá phổ biến trên hòn đảo, và hòn đảo có khả năng chữa bệnh cho người sống tại đây.
Nhóm The Others cũng tin rằng Hòn đảo có "ý thức" và sức ảnh hưởng siêu nhiên lên toàn bộ Trái Đất, ví như khi nó cần ai thì người đó không thể chết dù cố tình tự sát. Trên đảo thỉnh thoảng cũng xuất hiện những người và vật mà đáng lẽ không thể có mặt trên đảo, thường là những người và vật liên quan đến quá khứ của các nhân vật.

## Các địa điểm và sự vật trên đảo

#### Con thuyềnBlack Rock
Nằm sâu trong khu rừng nhiệt đới trên hòn đảo là Black Rock, một con thuyền buồm có từ giữa thế kỷ XIX. Như trong tập "Ab Aeterno" mô tả, con thuyền Black Rock bắt đầu khởi hành vào năm 1867 và được điều hành bởi thuyền trưởng Magnus Hanso và dùng để vận chuyển nô lệ, tội phạm trong đó có Richard Alpert - khi đó có tên là Ricardo. Trên đường đi Black Rock bị một trận sóng thần khổng lồ quét và trôi mạnh lên đảo va phải bức tượng thần Sobek, khiến bức tượng bị phá hủy chỉ còn sót lại một bàn chân của vị thần. Trận sóng thần đã đẩy con thuyền vào sâu trong hòn đảo. Trong tập "The Constant" có nói Black Rock xuất cảng từ Portsmouth, Anh, vào ngày 22 tháng 3 năm 1845, thực hiện việc thương mại hàng hóa đi đến Kingdom of Siam, và khi đó bị lạc tại biển khơi. Vật phẩm duy nhất được biết đến của chuyến đi này là nhật ký First Mate của con thuyền, được phát hiện trong số các hiện vật của những tên cướp biển trên Île Sainte-Marie, Madagascar bảy năm sau đó.
Bản đồ trên cửa trú ẩn của Trạm Thiên Nga (The Swan) có một ghi chú đến con tàu là "Known Final Resting Place of Magnus Hanso / Black Rock" (tạm dịch là "Được biết đến là nơi an nghỉ của Magnus Hanso / Black Rock"), phân đoạn này diễn ra trong tập "Live Together, Die Alone".

#### Căn nhà gỗ (The cabin)
Căn nhà gỗ được xây bởi nhà toán học của tổ chức Dharma Initiative, Horace Goodspeed như một cách để làm tịnh tâm cho anh ta và vợ. Nó được bao quanh bởi một vòng tròn bằng tro bị đứt đoạn. Ban đầu, người ta nghĩ rằng Jacob sinh sống ở đây. Nhưng thực ra, người sống bên trong căn nhà chính là Man in Black, được mọi người lầm tưởng nơi chuyển mệnh lệnh từ Jacob. Căn nhà gỗ được xuất hiện tại ba địa điểm khác nhau trên hòn đảo.

#### Ngọn Hải Đăng (The lighthouse)
Xuất hiện trong tập phim "Lighthouse", Jacob chỉ dẫn Hurley để thuyết phục Jack đi đến một ngọn hải đăng ven biển. Ngọn hải đăng này chưa từng xuất hiện trước đây trong phim. Tại vị trí đỉnh của ngọn hải đăng bằng đá được bố trí một hệ thống tập hợp các gương có thể xoay qua một mặt đồng hồ đá lớn, được in lên bằng số tương ứng với tên của các "ứng viên" trên đảo. Ở đây, Jack có thể nhìn thấy hình ảnh ngôi nhà thời thơ ấu của mình phản ánh trong gương khi mũi tên được chuyển sang số của mình, 23. Liệu điều này là do các tính chất và cấu trúc của bản thân hệ thống gương ngọn hải đăng, hoặc chỉ mục đích muốn tạo sự tác động của Jacob hay không thì không được rõ ràng.

#### Các di tích của ngườiAi Cập cổ
Có rất nhiều di tích nằm rải rác trên hòn đảo, trong số đó xuất hiện những chữ tượng hình cổ được khắc trên tường. Trong tập phim "Live Together, Die Alone", khi đang đi trên biển, Sayid, Jin, và Sun nhìn thấy được phần còn lại của một bức tượng khổng lồ trên một tảng đá ven biển. Tất cả những gì còn lại của bức tượng là một bàn chân có bốn ngón và bị gãy ngang ở phần mắt cá chân. Sayid khi đó nhận xét rằng anh ta không biết điều gì là đáng lo hơn: phần còn lại của bức tượng đã bị mất, hay là bàn chân bức tượng chỉ có bốn ngón. Nó được so sánh với pho tượng thần Mặt Trời ở Rhodes.. Bức tượng xuất hiện nguyên vẹn lần đầu tiên ở mùa thứ 5 trong tập "LaFleur", khoảnh khắc ở đằng sau bức tượng khi được nhìn từ phía xa. Bức tượng có tai hơi giống tai sư tử với vương miện trên đầu, mặt là phần mõm của loài cá sấu, mái tóc dài, mỗi tay nắm giữ một cái thập tự cầm tay(Ankh), vận một bộ đồ thời Ai Cập cổ đại. Bức tượng thần này có tên là Sobek. Tuy nhiên vị thần tượng bức tượng này mô phỏng là Sobek hay Taweret vẫn là điều khá mơ hồ, khi bức tượng có đặc điểm của Sobek nhưng lại được nhắc đến là Taweret trong các video và tài liệu của nhà đài ABC.
Tại căn hầm bên dưới bức tượng là một căn hầm bí mật nơi Jacob sinh sống. Trong căn mật thất này hội tụ đủ bốn yếu tố làm nên vũ trụ con người là trái đất, nước, lửa và không khí. Nó tượng trưng bởi "một cái hố lửa ở giữa căn phòng với những ngọn lửa đang bốc lên từ cát đen, tất cả bao quanh bởi một vòng nước". Trong căn phòng có bố trí một cái khung dệt lụa, nơi Jacob dệt ra một tấm thảm thêu. Thêm vào đó, những nét họa được vẽ trên trần nhà là "một biểu đồ thiên văn thời Ai Cập cổ đại đề cập đến các vì sao, hành tinh, thời gian và chính nữ thần Taweret."
Một số tàn tích khác cũng được tiết lộ như trong tập "The Brig", khi bị The Others (những người khác) cột cha của Locke vào cột đá lớn của một phế tích. Vào cuối mùa thứ ba, Ben nói với Richard tiếp tục dẫn đầu The Others đến ngôi đền thờ, và trong tập "Meet Kevin Johnson" Ben cũng gửi Alex, Karl và Rousseau đến cùng địa điểm đó. Trong tấm bản đồ của Ben đánh dấu địa điểm ngôi đền thờ bằng ký hiệu của tổ chức Dharma Initiative. Ngôi đền thờ cũng được nhắc đến là nơi được canh giữ bởi một con quái vật khói (the Smoke Monster). Thêm vào đó, trong tập "The Shape of Things to Come", sau khi Alex bị giết, Ben triệu hồi con quái vật khói này từ trong một căn hầm bí mật nằm sau tủ áo của mình - trên cánh cửa bằng đá của mật thất có khắc những chữ tượng hình cổ. Trong tập "There's No Place Like Home Pt 3", khi Ben đi vào trạm Phong Lan (Orchid Station), ở phía sau của trạm, anh ta thấy những tấm bia mộ cổ được bao phủ bởi chữ tượng hình xuất hiện trên lối đi đến căn phòng cuối cùng. Căn phòng này có một cái bánh xe nhân tạo cổ được sử dụng để di chuyển hòn đảo. Trong mùa thứ năm, tập "This Place is Death" cho người xem một cái nhìn rõ hơn về ngôi đền, nơi mà Ben ra lệnh Richard dẫn người của anh của ta đi đến trú ngụ, và cũng là nơi được bảo vệ bởi quái vật khói. Trong tập "Whatever Happened, Happened", Richard Alpert đã đưa Benjamin Linus (khi còn nhỏ) đi vào trong ngôi đền thờ với mục đích cứu sống Ben sau khi bị đạn bắn. Alpert khi đó nói rằng sau khi chữa xong, Ben sẽ trở thành một người hoàn toàn khác và mất đi sự trong sáng sẵn có. Trong tập "Dead is Dead" tiết lộ ra rằng cấu trúc ngôi đền thờ mà người xem nhìn thấy thực ra chỉ là một bức tường che giấu ngôi đền và bản thân ngôi đền thực sự cách đó một dặm nằm ở phía bên kia bức tường. Trong ngôi đền có một bể nước, nơi hồi sinh những người sắp chết trong đó có Ben.
Ngoài ra cũng có một hệ thống mê cung ngầm được đào bên dưới hòn đảo (có thể vào từ khe hở dưới ngôi đền). Đây cũng là nơi trú ngụ của con quái vật - The Smoke Monster. Một căn phòng khác nằm dưới đường hầm này được dùng để cô lập quả bom hydrogen, nằm bên dưới khu nhà ở cộng đồng Dharma Initiative. Một số đường hầm cũng được đánh dấu trên bản đồ hiện lên cánh cửa (Blast door) tại trạm Thiên Nga (Swan Station).
Trong mùa 6 của bộ phim, tập "Across the Sea", Jacob và em trai song sinh (khi cả hai còn nhỏ) cho người xem thấy một hang động với một dòng nước chảy vào, nơi này được gọi là Trái tim của Hòn đảo. Trong tập "The End", Desmond xuống hang và phát hiện ra một căn phòng cổ nơi dòng nước chảy xuống. Trong phòng có một hồ năng lượng điện từ với một khối đá hình chữ nhật lớn nằm ở giữa, che lấp một cái lỗ bí ẩn. Khối đá sau khi được Desmond lấy ra, nước và năng lượng thoát ra, hòn đảo rung lắc như có động đất, ánh sáng không gian đổi màu. Khi Jack đặt lại khối đá về chỗ cũ, nước tiếp tục chảy vào hồ, năng lượng mạnh dần, hòn đảo trở lại trạng thái bình thường.
, một luồng ánh sáng màu đỏ sậm bao phủ cả căn phòng, và hòn đảo bắt đầu phản ứng dữ dội. Khi Jack đặt hòn đá trở lại, dòng nước bắt đầu chảyovngập phần nền phòng như trước hồ và nguồn năng lượng điện từ quay trở lại.

### Những đặc tính về sức khỏe con người
Hòn đảo có những đặc tính rất kỳ diệu trong việc chữa bệnh, nó có khả năng chữa các bệnh mà trong điều kiện thông thường không làm được. Có thể kể đến như chữa khỏi chấn thương cột sống (Locke), ung thư (Rose), khả năng sinh sản (Jin). Thời gian chữa lành vết thương nhanh hơn rất nhiều so với bình thường, mặc dù không có nghĩa là người ta không có khả năng chết. Khả năng bệnh tật trên đảo cũng có thể xảy ra nhưng rất hiếm. Kể từ khi "sự cố" xảy ra (the Incident), nguồn từ trường bị thâm nhập vào không khí khiến phụ nữ mang thai trên đảo chết vào khoảng trong tuần 13 đến tuần 17 của thai kỳ (the second trimester of pregnancy), điều này là do tình trạng tự miễn dịch gây nên. Cách duy nhất để tránh khỏi điều này là những người phụ nữ mang thai buộc phải sinh con ở ngoài hòn đảo hoặc họ phải rời hòn đảo trước khoảng thời gian kể trên.

#### Chữa bệnh
Một số người trong nhóm bị tai nạn rơi máy bay bày tỏ niềm tin rằng họ đã được chữa lành kỳ diệu kể từ vụ tai nạn. Trước khi đến, Locke bị tê liệt, nhưng lấy lại được khả năng của mình ngay sau vụ tai nạn. Trong tập "The Brig", Richard Alpert có nói rằng xương sống của Locke tự chữa lành không phải là một chuyện bình thường, cho dù rằng hòn đảo có khả năng chữa trị tự nhiên của nó. Dấu hiệu này cho thấy rằng bằng một cách nào đó Locke rất "đặc biệt". Sự ảnh hưởng của việc đặc biệt này có thể mở rộng ra cho những người khác. Dẫn chứng như là sau khi phẫu thuật cột sống, Ben bị tê liệt trong hơn một tuần, nhưng lấy lại cảm giác ở chân ngay lập tức sau khi tiếp xúc với Locke.
Chính vì tính đặc biệt của hòn đảo, cộng đồng The Others có một nhận định rằng, ung thư là không thể xảy ra trên đây (trong tập "One of Us"). Cho nên Ben Linus thật sự rất bất ngờ khi biết anh ta bị một khối u ác tính trên cột sống. Khi đó Juliet nhận định ra một điều trùng hợp là Jack - một bác sĩ chuyên khoa về cột sống - xuất hiện trên hòn đảo chỉ hai ngày sau khi tình trạng của Ben được phát hiện. Cũng tương tự như vậy, Rose có thể đã chết vì bệnh ung thư trước khi máy bay bị rơi trên đảo, tuy nhiên sau khi ở đây, cô ấy cảm thấy cơ thể hoàn toàn khỏe mạnh và không còn dấu hiệu gì của ung thư. Trong tập S.O.S., cô ấy đã ghi nhận cho hòn đảo vì đã chữa hết bệnh cho mình.
Điều kỳ diệu lại xảy ra đối với Locke trong tập "Through the Looking Glass", ông ta phục hồi rất nhanh chóng sau khi bị Ben bắn và để cho đến chết tại hố chôn tập thể cư dân cộng đồng Dharma Initiative.
Các nhân vật khác như Mikhail Bakunin và Naomi cũng hồi phục sau chấn thương rất nhanh. Shannon hoảng loạn khi lên cơn hen suyễn và bị mất bình xịt hen của mình, sau đó được Sun giúp bằng các loại thảo mộc từ khu vườn của cô ấy.
Trong "The Variable", Daniel Faraday cho thấy anh ta đã trải qua một chấn thương tinh thần nghiêm trọng, đây là hậu quả sau thí nghiệm dịch chuyển thời gian của anh ta gây ra biến chứng suy giảm trí nhớ dài hạn. Charles Widmore hứa với Faraday rằng anh ta sẽ sớm được chữa trị nếu anh ta tham gia dự án đi đến hòn đảo của Charles. Kể từ khi đặt chân lên hòn đảo, Daniel đã hoàn toàn được chữa khỏi bệnh trở lại bình thường, dù rằng thỉnh thoảng anh cũng bị tái phát lại do cú ảnh hưởng từ cái chết của Charlotte.

## Sự trùng hợp ngẫu nhiên
- Tài phiệt Alvar Hanso, người đầu tư cho dự án Dharma Initiative là chắt của thuyền trưởng huyền thoại Magnus Hanso : chủ tàu Black Rock.
- Số thứ tự các ứng viên cuối cùng của Jacob trùng khớp với những con số giúp Hugo trúng xổ số, những số này được khắc bên cạnh nắp hầm của trạm Thiên Nga và được Dharma Initiative sử dụng nhiều lần khác. Vụ tai nạn đưa Hugo đến với hòn đảo, nơi bắt nguồn của những con số.
- Elizabeth "Libby" Smith, người tặng con thuyền Elizabeth cho Desmond năm 2001, gián tiếp đưa Desmond lên đảo. Libby cũng là hành khách chuyến Oceanic 815, cô cũng sống sót trên đảo và cuối cùng thì cô chết đúng lúc Desmond dạt lại hòn đảo sau chuyến bỏ trốn bất thành.
- Kelvin Inman, cựu nhân viên tình báo từng tra tấn Sayid trong thời Bão táp Sa mạc, sau khi giải ngũ đã được The Dharma tuyển vào dự án khoa học tại trạm Thiên Nga, sau này bị Desmond ngộ sát.
- Anthony Cooper, bố đẻ của John Locke. Cooper chính là kẻ lừa đảo đã khiến James "Sawyer" Ford thành trẻ mồ côi.
- Jack và Claire là anh em cùng mẹ khác cha và không biết đến sự tồn tại của nhau, họ từng gặp nhau một lần trong bệnh viện ở Los Angeles và nhiều năm sau cùng lên chuyến Oceanic 815. Thời gian trên đảo họ đã khá thân thiết.
- Sam Austen, bố dượng của Kate Austen. Trong chiến dịch Bão táp Sa mạc, chính ông đã thả Sayid sau khi khai thác được thông tin từ anh này.
- Sawyer gặp Kristian Shepherd -bố của Jack- vài ngày trước khi tai nạn Oceanic 815 xảy ra.
- Luciana Kortez, cựu cảnh sát. Cô làm vệ sĩ cho ông Christian từ Mĩ sang Úc cho đến khi bị ông ta đuổi về. Luciana và Christian suýt đâm và Sawyer ngay trước của quán rượu, nơi Sawyer và Christian ngồi nói chuyện sau đó.
- Nhiều năm trước sự kiện Oceanic 815, Charlie đa vô tình cứu được Nadia -người trong mộng của Sayid. Charlie và Sayid cũng rất thân thiết với nhau.
- Charles Widmore, cựu thủ lĩnh của The Others và cũng là bố đẻ của Pelenope "Penny" Widmore và Daniel Faraday. Penny và Desmond yêu nhau đậm sâu nhưng bị Charlie ngăn cấm, Desmond tham gia cuộc đua thuyền do Widmore tổ chức và bị dạt lên đảo. Có thể Widmore đã biết trước tầm quan trọng của Desmond nên cố tình tạo điều kiện để đầy anh lên đảo.
- The Others muốn tuyển Juliet lên đảo vì nghiên cứu của cô, lúc nóng giận cô đã thổ lộ mong muốn chồng cũ phải chết, Ít hôm sau ông ta bị xe buýt cán chết.
- Michael Dawson hối hận sau khi bán đứng bạn bè, anh tìm mọi cách tự sát nhưng không thể, theo Tom Friendly thì Hòn đảo vẫn cần anh nên anh không thể chết.
- Mr. Eko phát hiện xác chiếc máy bay mà Locke tìm thấy chính là chiếc máy bay chở em trai anh, cùn lượng ma túy mà anh buôn ở Nigeria. Nơi cách vị trí  hiện tại của Hòn Đảo nửa vòng Trái Đất.

## Những con số 4 8 15 16 23 42
Enzo Valenzetti dùng nó như một hệ số trong công trình tính toán của ông, nhờ công trình này mà ông đã tìm và tiên đoán được vị trí hòn đảo.
Không rõ những con số có ý nghĩa gì về mặt khoa học, nhưng chúng được Dharma Initiative lựa chọn để in lên cạnh nắp hầm trạm Thiên Nga, được sử dụng như mã kích hoạt hệ thống cân bằng năng lượng của trạm này. Nó còn được đọc trong một cuốn băng để phát tín hiệu vô tuyến từ đảo ra thế giới bên ngoài.
Vì tín hiệu này mà nhóm nhà khoa học trẻ Bésixdouze tìm đến hòn đảo, cuối cùng họ bị giết bởi con quái vật và chỉ còn Danielle Rousseau sống sót.
Ít lâu sau, một tàu thủy quân Hoa Kỳ đi qua khu vực hòn đảo và nhận được tím hiệu, hai anh lính Sam Toomey và Leonard Simms đã ghi lại những con số. Khi về đất liền Sam đã dùng dãy số để tham một cuộc thi đoán số hạt đậu và giành giải. Sau đấy một loạt tai họa giáng xuống cả gia đình anh, cuối cùng Sam tự sát còn Leonard bị ám ảnh và phải vào nhà thương điên.
Tại nhà thương điên Leonard liên tục đọc dãy số và Hugo nghe được, ghi nhớ dãy số. Vài năm sau, Huho ra trại rồi làm nhân vật cửa hàng ăn nhanh và anh cũng sử dụng dãy số để chơi trò đỏ đen. Hugo thắng xổ số và thành triệu phú, rồi tai họa cũng ập đến với gia đình anh.
Jacob chọn được hơn 100 ứng viên để kế nhiệm, qua thời gian những người này chết dần do tai nạn hoặc bị Jacob loại bỏ vì không đủ tiêu chuẩn. Số thứ tự của  6 ứng viên còn lại trùng với các số trong dãy số bí ẩn.
Số hiệu của hai chuyến bay chính trong phim cũng được ghép từ các xon số trong dãy sô: 8; 15 và 3; 16. Các con số cũng xuất hiện liên tục trong bộ phim, khi thì đứng lẻ khi thì kết hợp với các con số trong  số, hoặc ẩn ý như một easter egg.

## Yếu tố Khoa học

### Lịch sử và Dòng thời gian
Mạch chuyện chính của bộ phim tuân theo Nghịch lý tiền định nên mọi cố gắng thay đổi lịch sử của các nhân chính ở mốc thời gian năm 1977 là vô nghĩa. Sau khi kích nổ quả bom, các nhân vật chính đậu đưa về hiện tại tuyến tính của họ là năm 2007. Còn ở năm 1977, họ cản trở việc xây dựng trạm Thiên Nga và sau khi họ biến mất đã khiến việc xây dựng ảnh hưởng. Theo các cuốn băng ở trạm Thiên Nga, trong quá trình xây dựng đã xảy ra trục trặc (chính là vụ cản trở nói ở trên) khiến nguồn năng lượng bên dưới đáy trạm mất ổn định, xuýt dẫn đến thảm họa. Nhưng trục trặc đã được khắc phục và trạm Thiên Nga đã được xây dựng, góp phần gián tiếp gây ra tai nạn Oceanic 815.
Khi về năm 1977, nhân vật Daniel Faraday bị giết bởi mẹ đẻ là Eloise Hawking -lúc này bà đang mang thai anh. Dù biết con trai sau này sẽ du hành thời gian và bị chính mình hồi trẻ bắn chết, nhưng Eloise vẫn ép con trai làm nhà khoa học thay vì nhạc công. Sau này anh được Charles Widmore -bố đẻ- tuyển dụng để lên đảo, rồi sau đó anh du hành thời gian và bị mẹ đẻ bắn chết.
Tuy nhiên Desmond Hume là một trường hợp đặc biệt khi mà ý thức của anh có thể bị tráo đổi giữa thân xác  của anh trong quá khứ và hiện tại.

### Vật lý
Hòn đảo được bao bọc bởi một trường nâng lượng từ như một biên giới đặc biệt, thời gian ở bên trong và ngoài vỏ bọc này là khác nhau. Thời gian trên trong lớp năng lượng này đi trước bên ngoài khoảng 2 tiếng đồng hồ. Trong tập "Cabin Fever", xác của bác sĩ Ray trôi dạt lên đảo từ con tàu của Widmore, nhưng khoảng 2 tiếng sau ông này mới bị Martin Keamy giết trên tàu.
Desmond là nhân vật duy nhất không chịu ảnh hưởng của năng lượng từ trường, anh có thể sống sót lành lặn sau khi tiếp xúc với lò phản ứng của Widmore, trong khi người khác lại bị nướng chín. Mỗi lần tiếp xúc với năng lượng từ trường cực mạnh thì tâm trí của anh lại hoán đổi giữa cơ thể của anh ở quá khứ và hiện tại. Thậm chí trong lần đầu tiếp xúc (khi trạm Thiên Nga phát nổ) tâm trí anh cò bị đưa sang thế giới song song khác.
Bên dưới Hòn Đảo có một nguồn năng lượng vô cùng lớn và tỏa ra ánh sáng trắng chói lóa. Chỉ với một bánh lái đơn sơ, người La Mã cổ đại đã tạo ra cách để di chuyển hỏn đảo bất cứ lúc nào họ muốn,  chính là nơi Ben và Locke đã đến ở trạm Phong Lan.

## Yếu tố Siêu nhiên

### Siêu năng lực - Phép màu
Đây là hai khái niệm khó tách bạch trong phim, nhưng rõ ràng có những nhân vật trong phim làm được những điều phi thường.
Người bảo vệ đảo (nói chung)
Họ có thể trường sinh bất lão và ban phát cho bất cứ ai điều tương tự, họ còn ban phúc khi chạm vào ai đó khiến họ khó có thể chết dù có hành động tự sát. Tuy nhiên trong một số trường hợp những người này vẫn phải chết. Khi họ chọn lựa một người từ đất liền thì bằng mọi sự trùng hợp ngẫu nhiên hay phép màu hoặc sự can thiệp từ hòn đảo, những người này sẽ có mặt trên hòn đảo -thường là qua các vụ tai nạn vận tải.
Miles Chang ;  Hugo ; Con gái thầy bói
Trong khi Miles bẩm sinh có thể giao tiếp với người chết khi tiếp xúc với thân xác, di cốt hay các món đồ họ để lại. Thì Hugo có thể nhìn thấy và giao tiếp với các linh hồn, ban khả năng này được củng cố dần kể từ phần 5, sau khi được Jacob chạm vào. Trước đấy, khi ở trại tâm thần thì Hugo có giao tiếp với một người tên là David, nhưng người này không có thật và khả năng cao đây là một linh hồn.
Con gái của thầy bói là nhân vật phụ rất nhỏ của phim, trong một lần chết lâm sàng do đuối nước, cô đã gặp Emi (em trai Eko), khi Keo tìm đến chứng thực việc cô đã chết và hồi sinh, cô gái đã nhắn lại thông điệp của Emi cho Eko.
Ngoài ra, Miles còn có thể biết rành mạch về thân thế và quá khứ người khác.
Walt Lloyd
Khả năng của cậu bé khá mơ hồ, nhưng khi sống cùng mẹ và bố dượng, khi đọc sách về các loài chim thì cậu đã hỏi mẹ một câu hỏi liên qua nhưng bị mẹ phớt lờ, cậu bé nổi cáu và đúng lúc đấy một con chim từ đâu bay đến, đâm mạnh vào cửa kính và chết tại chỗ, sự việc khiến bố dượng cậu phải kinh hãi.
Trong tập "Special", Walt đọc tập truyện về the Flash, trong tập truyện có hình Gấu Bắc Cực, thật trùng hợp trên đảo cũng có vài con và trong ngày hôm đấy cậu bị một trong số chúng đuổi.
Trong tập "Room 23" của mini-serie Missing Pieces, diễn tả lại thời gian cậu bị The Others bắt giam tại phòng số 23. Đã có rất nhiều chim trời lao đến chỗ căn phòng, đâm vào tường và chết la liệt bên ngoài khiến Ben và Juliet sợ hãi, họ gấp rút lên kế hoạch đưa cậu bé và Michael rời đảo.
Cậu bé dường như có thể dịch chuyển tức thời như khi bị nhốt ở chỗ The Others nhưng vẫn xuất hiện trước mặt Shannon và Sayid, hoặc thần giao cách cảm ở khoảng cách xa như khi cậu đã rời đảo nhưng vẫn xuất hiện trước mặt Locke -khi ông bị Ben bắn và ngã xuống hố chôn tập thể.
Desmond Hume
Là nhân vật đặc biệt, sau khi phơi nhiễm năng lượng từ trường lần đầu thì Desmond tạm thời có khả năng thấy trước tương lai của Charlie, cái chết của Charlie là điều không tránh khỏi. Mỗi lần tiếp xúc năng lượng từ, ý thức của Desmond sẽ được tráo đổi giữa cỡ thể ở hiện tại với cơ thể anh ở thời điểm hoặc thế giới khác. Anh không bị tác động từ năng lượng trong khi người thường sẽ thiêu cháy.
Người mặc đồ đen / Quái vật Khói đen
Nhân vật này có thể thay đổi hình dạng từ dạng một đám khói thành người và ngược lại, hắn cũng có thể giả làm bất cứ ai -nhưng chủ yếu là giả người đã chết để thuyết phục và thao túng tâm lí người khác. Hắn có biết rõ ràng về bất cứ ai kể cả những bí mật sâu kín nhất. Khi Hòn đảo ở trạng thái bình thường, hắn là một thực thể bất diệt.
Thầy bói
Một nhân vật phụ của phim với khả năng thấy trước tương lai và ngoại cảm, ông tỏ ra kinh sơn khi xem bói Claire và bắt cô phải cho đứa bé đi. Không rõ ông ta đã thấy gì, nhưng việc ép Claire sang Mĩ là một phần nguyên khiến cô gặp nạn với chuyến Oceanic 815.

### Linh hồn và Cõi chết
Các linh hồn xuất hiện trong phim chủ yếu ở hai phần cuối, khi mà Hugo có thể nhìn thấy và giao tiếp thật sự với họ. Nhân vật Dave ở những phần đầu có thể cũng là một linh hồn, nếu đúng thì người này có thể là David Smith chồng của Libby. Các linh hồn dù chết ở đâu cũng có thể đến hòn đảo, tiếng nói kì lạ mà các nhân vật nghe thấy xuyên suốt bộ phim chính là lời nói của những linh hồn này.
Trong phần 6, các nhân vật có một cuộc đời khác hẳn khi mà Hòn đảo chìm dưới đáy biển. Đây chính là thế giới bên kia hay cõi chết, nó không hẳn là địa ngục cũng không phải thiên đàng; là nơi mà các nhân vật sau khi chết sẽ gặp nhau và cùng siêu thoát. Có thể nơi này cũng có lịch sử tương tự ở trần gian, nhưng một người bảo vệ đảo nào đó đã "giác ngộ" và quyết định nhấn chìm hòn đảo, dẫn đến những thay đổi cuộc đời các nhân vật khác. Tại đây, các nhân vật sẽ sống và khi gặp một người quen cũ với những hành động gợi nhớ, họ sẽ nhớ lại cuộc đời trước và nhận ra mình đã chết, họ sẽ có lựa chọn ở lại tận dụng cơ hội sửa chữa lỗi lầm khi còn sống với người khác hoặc siêu thoát. Thế giới này gần giống "Thành phố phán xét" trong bộ phim "Defending Your Life (1991)" của Meryl Streep.

### Tôn giáo
Bộ phim đề cập đến một số chi tiết tôn giáo.
***Nội dung mang tính tham khảo, không tấn công hay xuyên tạc bất cứ tôn giáo nào.
Khi Charlie phê thuốc và bế Aaron ra bãi biển lúc nửa đêm, anh thấy cảnh Mẹ anh và Claire là các thiên thần còn Hugo là John the Baptist -cả ba đang ngồi bên bờ biển và cảnh báo tới anh- và một con chim bồ cấu xuất hiện. Cuối tập này Claire đã đưa Aaron đi nhờ Eko rửa tội. Giấc mơ của Charlie phỏng theo tích Joseph được loan báo bởi các thiên thần rằng Herod sẽ giết đứa trẻ (Jesus). Joseph đã đưa Mary và Jesus sang Ai Caapja trong hai năm.
Tên một số nhân vật có thể liên tưởng đến các nhân vật tôn giáo
Trong kinh thánh Aaron anh trai của Moses và là hậu duệ của Jacob.
Frank Lapidus, Frank không xuất hiện trong các tôn giáo nhưng cái tên Lapidus có trong văn hóa Do thái. Theo đó Lapidus là chồng của Deborah một nữ tiên tri, nhà thơ, thẩm phán.
Cặp đôi Jacob và Người mặc đồ đen có thể liên tưởng đến Cain và Abel nhưng với một chút cải biên.